# Pakomárovití
Pakomárovití (Chironomidae) je druhově bohatá čeleď dvoukřídlého hmyzu. Zástupci této čeledi jsou podobní komárům, ale sosák je krátký nebo zakrnělý a dospělci, pokud vůbec přijímají potravu, se živí na rostlinách a krev nesají. U některých druhů mají larvy červené zbarvení díky přítomnosti hemoglobinu. Dospělci jsou malí, štíhlí a nenápadně zbarvení, o délce 1–20 mm, většinou nepřesahují délku 10 mm. Sameček pakomára má na tykadlech chmýří jako mají můry, které pravděpodobně slouží k vyhledávání samic. Pakomárovití často vytvářejí obrovské svatební roje. Vajíčka jsou kladena do vody nebo v její blízkosti, larvy se vyvíjejí ve vodě. Samotní dospělci žijí pouze několik dní nebo týdnů. Bylo popsáno více než 20 000 druhů pakomárovitých, z toho 2 000 žije v nearktické oblasti. Larvy pakomárovitých tvoří důležitou součást mnohých sladkovodních ekosystémů.